# Polyèdre de Klein
Pour les articles homonymes, voir Klein.
En géométrie des nombres, le polyèdre de Klein, nommé d'après Felix Klein, est une généralisation du concept de fractions continues à des dimensions supérieures.

## Définition
Soit {\displaystyle \textstyle C} un cône simplicial fermé de l' espace euclidien {\displaystyle \textstyle \mathbb {R} ^{n}} . Le polyèdre de Klein de {\displaystyle \textstyle C} est l' enveloppe convexe des points non nuls de {\displaystyle \textstyle C\cap \mathbb {Z} ^{n}} .

## Relation avec les fractions continues
Soit {\displaystyle \textstyle \alpha >0} un nombre irrationnel. Dans {\displaystyle \textstyle \mathbb {R} ^{2}}, les cônes générés par {\displaystyle \textstyle \{(1,\alpha ),(1,0)\}} et par{\displaystyle \textstyle \{(1,\alpha ),(0,1)\}} permettent de créer deux polyèdres de Klein, dont chacun est délimité par une suite de segments adjacents. On définit la longueur entière d'un segment comme la taille de son intersection avec {\displaystyle \textstyle \mathbb {Z} ^{n}} moins 1 . Grâce à cela, on peut faire correspondre les longueurs entières des arêtes de ces deux polyèdres de Klein avec pour l'expansion en fraction continue de {\displaystyle \textstyle \alpha }, l'un des polyèdres correspondant aux termes pairs et l'autre correspondant aux termes impairs.

## Graphes associés au polyèdre de Klein
Supposons que  {\displaystyle \textstyle C} est généré par une base{\displaystyle \textstyle (a_{i})} de {\displaystyle \textstyle \mathbb {R} ^{n}} (de sorte que {\displaystyle \textstyle C=\{\sum _{i}\lambda _{i}a_{i}:(\forall i)\;\lambda _{i}\geq 0\}}), et soit {\displaystyle \textstyle (w_{i})} la base dual (c'est-à-dire{\displaystyle \textstyle C=\{x:(\forall i)\;\langle w_{i},x\rangle \geq 0\}}). X étant un vecteur , on note {\displaystyle \textstyle D(x)} la droite générée par le vecteur {\displaystyle \textstyle x}, et {\displaystyle \textstyle H(x)} l'hyperplan orthogonal à {\displaystyle \textstyle x} .
On dit que le vecteur {\displaystyle \textstyle x\in \mathbb {R} ^{n}} est irrationnel si{\displaystyle \textstyle H(x)\cap \mathbb {Q} ^{n}=\{0\}} ; et on dit que le cône {\displaystyle \textstyle C} est irrationnel si tous les vecteurs {\displaystyle \textstyle a_{i}} et {\displaystyle \textstyle w_{i}} sont irrationnels.
Le bord {\displaystyle \textstyle V} d'un polyèdre de Klein s'appelle une voile . On peut associer à la voile{\displaystyle \textstyle V} d'un cône irrationnel deux graphes :
- le graphe {\displaystyle \textstyle \Gamma _{\mathrm {e} }(V)} dont les sommets sont des sommets de {\displaystyle \textstyle V}, deux sommets étant reliés s'ils sont les extrémités d'une arête (unidimensionnelle) de {\displaystyle \textstyle V} ;
- le graphique {\displaystyle \textstyle \Gamma _{\mathrm {f} }(V)} dont les sommets sont les faces {\displaystyle \textstyle (n-1)} -dimensionnelles (appelées chambres) de{\displaystyle \textstyle V}, deux chambres étant reliées si elles partagent une face de dimension {\displaystyle \textstyle (n-2)} .

Ces deux graphes sont structurellement liés au graphe orienté{\displaystyle \textstyle \Upsilon _{n}} dont l'ensemble de sommets est{\displaystyle \textstyle \mathrm {GL} _{n}(\mathbb {Q} )}, où un sommet {\displaystyle \textstyle A} est relié au sommet {\displaystyle \textstyle B} si et seulement si {\displaystyle \textstyle A^{-1}B} est de la forme{\displaystyle \textstyle UW} où
{\displaystyle U=\left({\begin{array}{cccc}1&\cdots &0&c_{1}\\\vdots &\ddots &\vdots &\vdots \\0&\cdots &1&c_{n-1}\\0&\cdots &0&c_{n}\end{array}}\right)}
(avec {\displaystyle \textstyle c_{i}\in \mathbb {Q} } ,{\displaystyle \textstyle c_{n}\neq 0}) et {\displaystyle \textstyle W} est une matrice de permutation. En admettant que {\displaystyle \textstyle V} soit triangulaire, les sommets de chacun des graphes {\displaystyle \textstyle \Gamma _{\mathrm {e} }(V)} et{\displaystyle \textstyle \Gamma _{\mathrm {f} }(V)} peuvent être décrits en termes de graphe {\displaystyle \textstyle \Upsilon _{n}} :
- Parmi tous les chemins {\displaystyle \textstyle (x_{0},x_{1},\ldots )} dans {\displaystyle \textstyle \Gamma _{\mathrm {e} }(V)}, on peut trouver un chemin{\displaystyle \textstyle (A_{0},A_{1},\ldots )} dans {\displaystyle \textstyle \Upsilon _{n}} tel que {\displaystyle \textstyle x_{k}=A_{k}(e)}, où {\displaystyle \textstyle e} est le vecteur{\displaystyle \textstyle (1,\ldots ,1)\in \mathbb {R} ^{n}} .
- Parmi tous les chemins {\displaystyle \textstyle (\sigma _{0},\sigma _{1},\ldots )} dans {\displaystyle \textstyle \Gamma _{\mathrm {f} }(V)}, on peut trouver un chemin{\displaystyle \textstyle (A_{0},A_{1},\ldots )} dans {\displaystyle \textstyle \Upsilon _{n}} tel que {\displaystyle \textstyle \sigma _{k}=A_{k}(\Delta )}, où {\displaystyle \textstyle \Delta } est le {\displaystyle \textstyle (n-1)} -simplex canonique de {\displaystyle \textstyle \mathbb {R} ^{n}} .

## Généralisation du théorème de Lagrange
Lagrange a prouvé que pour un nombre réel irrationnel {\displaystyle \textstyle \alpha }, l'expansion en fraction continue de {\displaystyle \textstyle \alpha } est périodique si et seulement si {\displaystyle \textstyle \alpha } est un irrationnel quadratique . Les polyèdres de Klein permettent de généraliser ce résultat.
Soit {\displaystyle \textstyle K\subseteq \mathbb {R} } un corps de nombres de degré {\displaystyle \textstyle n}, et {\displaystyle \textstyle \alpha _{i}:K\to \mathbb {R} } un plongement réel de {\displaystyle \textstyle K} . Le cône simplicial {\displaystyle \textstyle C} est dit être divisé sur {\displaystyle \textstyle K} si {\displaystyle \textstyle C=\{x\in \mathbb {R} ^{n}:(\forall i)\;\alpha _{i}(\omega _{1})x_{1}+\ldots +\alpha _{i}(\omega _{n})x_{n}\geq 0\}} où {\displaystyle \textstyle \omega _{1},\ldots ,\omega _{n}} est une base de {\displaystyle \textstyle K} sur {\displaystyle \textstyle \mathbb {Q} } .
Étant donné un chemin {\displaystyle \textstyle (A_{0},A_{1},\ldots )} dans{\displaystyle \textstyle \Upsilon _{n}}, soit {\displaystyle \textstyle R_{k}=A_{k+1}A_{k}^{-1}} . Le chemin est appelé périodique, avec une période de {\displaystyle \textstyle m}, si {\displaystyle \textstyle R_{k+qm}=R_{k}} pour tous {\displaystyle \textstyle k,q\geq 0} . La matrice de période d'un tel chemin est définie comme étant {\displaystyle \textstyle A_{m}A_{0}^{-1}} . Un chemin dans {\displaystyle \textstyle \Gamma _{\mathrm {e} }(V)} ou {\displaystyle \textstyle \Gamma _{\mathrm {f} }(V)} associé à un tel chemin est également dit périodique, avec la même matrice de période.
Le théorème de Lagrange généralisé stipule que pour un cône simplicial irrationnel{\displaystyle \textstyle C\subseteq \mathbb {R} ^{n}}, avec générateurs {\displaystyle \textstyle (a_{i})} et{\displaystyle \textstyle (w_{i})} comme ci-dessus et avec un voile {\displaystyle \textstyle V}, les trois conditions suivantes sont équivalentes:
- {\displaystyle \textstyle C} est divisé sur un corps de nombres réels de degré {\displaystyle \textstyle n} .
- Pour chacun des {\displaystyle \textstyle a_{i}} il y a un chemin périodique passant par {\displaystyle \textstyle x_{0},x_{1},\ldots } dans {\displaystyle \textstyle \Gamma _{\mathrm {e} }(V)} tel que le{\displaystyle \textstyle x_{k}} s'approche asymptotiquement de la droite {\displaystyle \textstyle D(a_{i})} ; et toutes les matrices de période de ces chemins commutent.
- Pour chacun des {\displaystyle \textstyle w_{i}} il y a un chemin périodique passant par les chambres {\displaystyle \textstyle \sigma _{0},\sigma _{1},\ldots } dans{\displaystyle \textstyle \Gamma _{\mathrm {f} }(V)} tel que {\displaystyle \textstyle \sigma _{k}} s'approche asymptotiquement de l'hyperplan {\displaystyle \textstyle H(w_{i})} ; et toutes les matrices de période de ces chemins commutent.

### Exemple
Prenons {\displaystyle \textstyle n=2} et {\displaystyle \textstyle K=\mathbb {Q} ({\sqrt {2}})} . Le cône simplicial {\displaystyle \textstyle \{(x,y):x\geq 0,\vert y\vert \leq x/{\sqrt {2}}\}} est divisé{\displaystyle \textstyle K} . Les sommets de la voile sont les points {\displaystyle \textstyle (p_{k},\pm q_{k})} correspondant aux paires {\displaystyle \textstyle p_{k}/q_{k}} de la fraction continue de {\displaystyle \textstyle {\sqrt {2}}} . Le chemin des sommets {\displaystyle \textstyle (x_{k})} dans le quadrant positif commence à {\displaystyle \textstyle (1,0)} et est constitué de {\displaystyle \textstyle ((1,0),(3,2),(17,12),(99,70),\ldots )} . Soit {\displaystyle \textstyle \sigma _{k}} le segment de droite joignant {\displaystyle \textstyle x_{k}} à {\displaystyle \textstyle x_{k+1}} . On note {\displaystyle \textstyle {\bar {x}}_{k}} et {\displaystyle \textstyle {\bar {\sigma }}_{k}} les réflexions de {\displaystyle \textstyle x_{k}} et {\displaystyle \textstyle \sigma _{k}} suivant l'axe {\displaystyle \textstyle x} . Enfin, on pose {\displaystyle \textstyle T=\left({\begin{array}{cc}3&4\\2&3\end{array}}\right)}, pour que {\displaystyle \textstyle x_{k+1}=Tx_{k}}, et  {\displaystyle \textstyle R=\left({\begin{array}{cc}6&1\\-1&0\end{array}}\right)=\left({\begin{array}{cc}1&6\\0&-1\end{array}}\right)\left({\begin{array}{cc}0&1\\1&0\end{array}}\right)} .
{\displaystyle \textstyle M_{\mathrm {e} }=\left({\begin{array}{cc}{\frac {1}{2}}&{\frac {1}{2}}\\{\frac {1}{4}}&-{\frac {1}{4}}\end{array}}\right)} ,{\displaystyle \textstyle {\bar {M}}_{\mathrm {e} }=\left({\begin{array}{cc}{\frac {1}{2}}&{\frac {1}{2}}\\-{\frac {1}{4}}&{\frac {1}{4}}\end{array}}\right)} ,{\displaystyle \textstyle M_{\mathrm {f} }=\left({\begin{array}{cc}3&1\\2&0\end{array}}\right)}, et{\displaystyle \textstyle {\bar {M}}_{\mathrm {f} }=\left({\begin{array}{cc}3&1\\-2&0\end{array}}\right)} .
- Les chemins {\displaystyle \textstyle (M_{\mathrm {e} }R^{k})} et {\displaystyle \textstyle ({\bar {M}}_{\mathrm {e} }R^{k})} sont périodiques (avec une période de 1) dans {\displaystyle \textstyle \Upsilon _{2}}, avec des matrices de période {\displaystyle \textstyle M_{\mathrm {e} }RM_{\mathrm {e} }^{-1}=T} et {\displaystyle \textstyle {\bar {M}}_{\mathrm {e} }R{\bar {M}}_{\mathrm {e} }^{-1}=T^{-1}} . On a {\displaystyle \textstyle x_{k}=M_{\mathrm {e} }R^{k}(e)} et{\displaystyle \textstyle {\bar {x}}_{k}={\bar {M}}_{\mathrm {e} }R^{k}(e)} .
- Les chemins {\displaystyle \textstyle (M_{\mathrm {f} }R^{k})} et {\displaystyle \textstyle ({\bar {M}}_{\mathrm {f} }R^{k})} sont périodiques (avec une période de 1) dans {\displaystyle \textstyle \Upsilon _{2}}, avec matrices de période {\displaystyle \textstyle M_{\mathrm {f} }RM_{\mathrm {f} }^{-1}=T} e t{\displaystyle \textstyle {\bar {M}}_{\mathrm {f} }R{\bar {M}}_{\mathrm {f} }^{-1}=T^{-1}} . On a {\displaystyle \textstyle \sigma _{k}=M_{\mathrm {f} }R^{k}(\Delta )} et{\displaystyle \textstyle {\bar {\sigma }}_{k}={\bar {M}}_{\mathrm {f} }R^{k}(\Delta )} .

## Généralisation de l'approximabilité
Un nombre réel {\displaystyle \textstyle \alpha >0} est dit mal approximable s'il existe une constante c telle que {\displaystyle \textstyle \forall (p,q)\in \mathbb {Z} ^{2}} on ait {\displaystyle \textstyle \left|{x-{\frac {p}{q}}}\right|>{\frac {c}{q^{2}}}} . Un nombre irrationnel est mal approximable si et seulement si les quotients partiels de sa fraction continue sont bornés. Ce fait admet une généralisation en termes de polyèdres de Klein.
Étant donné un cône simplicial {\displaystyle \textstyle C=\{x:(\forall i)\;\langle w_{i},x\rangle \geq 0\}} dans {\displaystyle \textstyle \mathbb {R} ^{n}}, avec {\displaystyle \textstyle \langle w_{i},w_{i}\rangle =1}, on définit la norme minimale de {\displaystyle \textstyle C} comme {\displaystyle \textstyle N(C)=\inf\{\prod _{i}\langle w_{i},x\rangle :x\in \mathbb {Z} ^{n}\cap C\setminus \{0\}\}} .
Etant donnés les vecteurs {\displaystyle \textstyle \mathbf {v} _{1},\ldots ,\mathbf {v} _{m}\in \mathbb {Z} ^{n}}, on pose {\displaystyle \textstyle [\mathbf {v} _{1},\ldots ,\mathbf {v} _{m}]=\sum _{i_{1}<\cdots <i_{n}}\vert \det(\mathbf {v} _{i_{1}}\cdots \mathbf {v} _{i_{n}})\vert } . Il s'agit du volume (au sens euclidien) de{\displaystyle \textstyle \{\sum _{i}\lambda _{i}\mathbf {v} _{i}:(\forall i)\;0\leq \lambda _{i}\leq 1\}} .
Soit {\displaystyle \textstyle V} la voile d'un cône simplicial irrationnel {\displaystyle \textstyle C} .
- Pour un sommet {\displaystyle \textstyle x} de{\displaystyle \textstyle \Gamma _{\mathrm {e} }(V)}, soit {\displaystyle \textstyle [x]=[\mathbf {v} _{1},\ldots ,\mathbf {v} _{m}]} où {\displaystyle \textstyle \mathbf {v} _{1},\ldots ,\mathbf {v} _{m}} sont des mailles élémentaires dans {\displaystyle \textstyle \mathbb {Z} ^{n}} générant les arêtes émanant de {\displaystyle \textstyle x} .
- Pour un sommet {\displaystyle \textstyle \sigma } de{\displaystyle \textstyle \Gamma _{\mathrm {f} }(V)}, soit {\displaystyle \textstyle [\sigma ]=[\mathbf {v} _{1},\ldots ,\mathbf {v} _{m}]} où {\displaystyle \textstyle \mathbf {v} _{1},\ldots ,\mathbf {v} _{m}} sont les extrémités de {\displaystyle \textstyle \sigma } .

Alors {\displaystyle \textstyle N(C)>0} si et seulement si {\displaystyle \textstyle \{[x]:x\in \Gamma _{\mathrm {e} }(V)\}} et{\displaystyle \textstyle \{[\sigma ]:\sigma \in \Gamma _{\mathrm {f} }(V)\}} sont tous deux bornés.
Les quantités{\displaystyle \textstyle [x]} et{\displaystyle \textstyle [\sigma ]} sont appelés déterminants . En dimensions 2, avec le cône généré par{\displaystyle \textstyle \{(1,\alpha ),(1,0)\}}, il s'agit des quotients partiels de la fraction continue de {\displaystyle \textstyle \alpha } .

## Voir également
- Immeuble (mathématiques)